# Södra Åsbo och Bjäre domsagas tingslag
Södra Åsbo och Bjäre domsagas tingslag var mellan 1878 och 1971 ett tingslag med tingsplats för häradsrätten i Ängelholm. Tingslaget utgjorde  en egen domsaga, Södra Åsbo och Bjäre domsaga och omfattade de socknar som ingick i häraderna, dock bara till 1952 för Västra Sönnarslövs och Stenstads socknar och från 1952 även omfattande Tåstarps socken från Norra Åsbo härad.

## Administrativ historik
Tingslaget bildades 1878 genom sammanslagning av Södra Åsbo tingslag och Bjäre tingslag i en egen domsaga och med häradsrätt i Ängelholm. 1948 införlivades i häradsrätten Ängelholms rådhusrätt och till tingslaget tillfördes Ängelholms stad. 1952 avfördes socknarna Stenestads och Västra Sönnarslöv ur tingslaget och tillfördes Tåstarps socken. 1971 bildade häradsrätten Ängelholms tingsrätt och tingslaget övergick oförändrat till Ängelholms tingsrätt domsaga.